# Yuiko Konno
Yuiko Konno (金野 結子 Konno Yuiko?), född 10 oktober 1980, är en japansk tidigare fotbollsspelare.
Yuiko Konno spelade 1 landskamp för det japanska landslaget.